# 夷隅町
夷隅町（いすみまち）は千葉県夷隅郡にあった町。
2005年12月5日に大原町、岬町と合併し、いすみ市誕生に伴い消滅した。

## 地理
- 現在のいすみ市の西部に位置する。
- 町は夷隅川の中流域に位置する。
- 町の北部と南部は房総丘陵の一部で山がちな地形。中部は平坦な地形が多い。

### 隣接していた自治体
- 勝浦市
- 夷隅郡大多喜町
- 夷隅郡大原町
- 夷隅郡岬町
- 長生郡睦沢町

## 歴史

### 沿革
- 1954年（昭和29年）4月29日 - 国吉町・中川村・千町村が合併し、夷隅町が誕生。
- 1988年（昭和63年）3月24日 - JR木原線がいすみ鉄道いすみ線に転換。
- 1993年（平成5年）4月1日 - 国道465号に制定。
- 2005年（平成17年）
  - 11月23日 - 閉町式を開催。
  - 12月5日 - 大原町・岬町と合併し、いすみ市が発足。同日夷隅町廃止。

### 行政区域変遷
- 変遷の年表

| 夷隅町町域の変遷（年表） | 夷隅町町域の変遷（年表） | 夷隅町町域の変遷（年表） |
| 年                       | 月日                     | 旧夷隅町町域に関連する行政区域変遷 |
| ------------------------ | ------------------------ | --- |
| 1889年（明治22年）       | 4月1日                   | 町村制施行に伴い、以下の村がそれぞれ発足。 - 国吉村 ← 苅谷村・弥正村・深谷村・今関村・島村・楽町村・万木村・国府台村 - 千町村 ← 松丸村・荻原村・須賀谷村・神置村・小高村・小又井村・能実村 - 中川村 ← 増田村・引田村・大野村・札森村・柿和田村・正立寺村・作田村・八乙女村 |
| 1893年（明治26年）       | 9月22日                  | 国吉村は町制施行し国吉町となる。 |
| 1954年（昭和29年）       | 4月29日                  | 国吉町・中川村・千町村が合併し、夷隅町が発足。 |
| 2005年（平成17年）       | 12月5日                  | 夷隅町は大原町・岬町とともに合併し、いすみ市が発足。夷隅町は消滅。 |

- 変遷表

| 夷隅町町域の変遷表 | 夷隅町町域の変遷表 | 夷隅町町域の変遷表  | 夷隅町町域の変遷表 | 夷隅町町域の変遷表   | 夷隅町町域の変遷表     | 夷隅町町域の変遷表       | 夷隅町町域の変遷表 | 夷隅町町域の変遷表 |
| 1868年 以前        | 1868年 以前        | 明治元年 - 明治22年 | 明治22年 4月1日    | 明治22年 - 昭和19年  | 昭和20年 - 昭和64年    | 平成元年 - 現在          | 現在               |                    |
| ------------------ | ------------------ | ------------------- | ------------------ | -------------------- | ---------------------- | ------------------------ | ------------------ | ------------------ |
|                    | 苅谷村             | 明治7年 苅谷村      | 国吉村             | 明治26年9月22日 町制 | 昭和29年4月29日 夷隅町 | 平成17年12月5日 いすみ市 | いすみ市           |                    |
|                    | 小苅谷村           | 明治7年 苅谷村      | 国吉村             | 明治26年9月22日 町制 | 昭和29年4月29日 夷隅町 | 平成17年12月5日 いすみ市 | いすみ市           |                    |
|                    | 弥正村             |                     | 国吉村             | 明治26年9月22日 町制 | 昭和29年4月29日 夷隅町 | 平成17年12月5日 いすみ市 | いすみ市           |                    |
|                    | 深谷村             |                     | 国吉村             | 明治26年9月22日 町制 | 昭和29年4月29日 夷隅町 | 平成17年12月5日 いすみ市 | いすみ市           |                    |
|                    | 今関村             |                     | 国吉村             | 明治26年9月22日 町制 | 昭和29年4月29日 夷隅町 | 平成17年12月5日 いすみ市 | いすみ市           |                    |
|                    | 島村               |                     | 国吉村             | 明治26年9月22日 町制 | 昭和29年4月29日 夷隅町 | 平成17年12月5日 いすみ市 | いすみ市           |                    |
|                    | 楽町村             | 明治7年 楽町村      | 国吉村             | 明治26年9月22日 町制 | 昭和29年4月29日 夷隅町 | 平成17年12月5日 いすみ市 | いすみ市           |                    |
|                    | 小国吉村           | 明治7年 楽町村      | 国吉村             | 明治26年9月22日 町制 | 昭和29年4月29日 夷隅町 | 平成17年12月5日 いすみ市 | いすみ市           |                    |
|                    | 万木村             |                     | 国吉村             | 明治26年9月22日 町制 | 昭和29年4月29日 夷隅町 | 平成17年12月5日 いすみ市 | いすみ市           |                    |
|                    | 国府台村           |                     | 国吉村             | 明治26年9月22日 町制 | 昭和29年4月29日 夷隅町 | 平成17年12月5日 いすみ市 | いすみ市           |                    |
|                    | 増田村             | 増田村              | 中川村             | 中川村               | 昭和29年4月29日 夷隅町 | 平成17年12月5日 いすみ市 | いすみ市           |                    |
|                    | 行川村             |                     | 中川村             | 中川村               | 昭和29年4月29日 夷隅町 | 平成17年12月5日 いすみ市 | いすみ市           |                    |
|                    | 引田村             |                     | 中川村             | 中川村               | 昭和29年4月29日 夷隅町 | 平成17年12月5日 いすみ市 | いすみ市           |                    |
|                    | 大野村             |                     | 中川村             | 中川村               | 昭和29年4月29日 夷隅町 | 平成17年12月5日 いすみ市 | いすみ市           |                    |
|                    | 札森村             |                     | 中川村             | 中川村               | 昭和29年4月29日 夷隅町 | 平成17年12月5日 いすみ市 | いすみ市           |                    |
|                    | 柿和田村           |                     | 中川村             | 中川村               | 昭和29年4月29日 夷隅町 | 平成17年12月5日 いすみ市 | いすみ市           |                    |
|                    | 正立寺村           |                     | 中川村             | 中川村               | 昭和29年4月29日 夷隅町 | 平成17年12月5日 いすみ市 | いすみ市           |                    |
|                    | 作田村             |                     | 中川村             | 中川村               | 昭和29年4月29日 夷隅町 | 平成17年12月5日 いすみ市 | いすみ市           |                    |
|                    | 八乙女村           |                     | 中川村             | 中川村               | 昭和29年4月29日 夷隅町 | 平成17年12月5日 いすみ市 | いすみ市           |                    |
|                    | 松丸村             | 松丸村              | 千町村             | 千町村               | 昭和29年4月29日 夷隅町 | 平成17年12月5日 いすみ市 | いすみ市           |                    |
|                    | 荻原村             |                     | 千町村             | 千町村               | 昭和29年4月29日 夷隅町 | 平成17年12月5日 いすみ市 | いすみ市           |                    |
|                    | 須賀谷村           |                     | 千町村             | 千町村               | 昭和29年4月29日 夷隅町 | 平成17年12月5日 いすみ市 | いすみ市           |                    |
|                    | 神置村             |                     | 千町村             | 千町村               | 昭和29年4月29日 夷隅町 | 平成17年12月5日 いすみ市 | いすみ市           |                    |
|                    | 小高村             |                     | 千町村             | 千町村               | 昭和29年4月29日 夷隅町 | 平成17年12月5日 いすみ市 | いすみ市           |                    |
|                    | 小又井村           |                     | 千町村             | 千町村               | 昭和29年4月29日 夷隅町 | 平成17年12月5日 いすみ市 | いすみ市           |                    |
|                    | 能実村             |                     | 千町村             | 千町村               | 昭和29年4月29日 夷隅町 | 平成17年12月5日 いすみ市 | いすみ市           |                    |

## 姉妹・提携都市
- ウォパン市(アメリカ合衆国・ウィスコンシン州)
1995年8月29日 ウォパン市との姉妹都市提携に関する同意書を交換し、文化、教育に関する交流を開始した。きっかけは、1991年夷隅町立国吉中学校とウォパン市立ウォパン中学校が、姉妹校の提携をし、両校の間で文通や絵画の交換を行い、相互に理解と親善を深めた事から始まり、姉妹都市提携の機運が高まった事から実現された。

## 交通

### 鉄道路線
- いすみ鉄道
  - ■いすみ線
    - 国吉駅 - 上総中川駅

### バス
外房線茂原駅よりシャトルバスが運行されている。

### 道路
- 一般国道
  - 国道465号
- 主要地方道
  - 千葉県道82号天津小湊夷隅線
  - 千葉県道85号茂原夷隅線
- 一般県道
  - 千葉県道151号夷隅瑞沢線
  - 千葉県道153号夷隅太東線
  - 千葉県道154号夷隅長者線
  - 千葉県道176号夷隅御宿線
  - 千葉県道274号松丸一宮線